# Niedere Börde
Niedere Börde est une commune allemande situé dans le land de Saxe-Anhalt et l'arrondissement de la Börde. Elle est formée le 1er janvier 2004 de la fusion volontaire des communes Dahlenwarsleben/Gersdorf, Groß Ammensleben, Gutenswegen, Jersleben, Klein Ammensleben, Meseberg, Samswegen et Vahldorf. Le siège administratif est à Groß Ammensleben.
Niedere Börde est située entre Haldensleben, Wolmirstedt et Magdebourg dans une région à prédominance agricole aux sols fertiles. A Vahldorf, la municipalité possède une zone industrielle avec un port sur le Mittellandkanal. Il y a deux haltes ferroviaires sur la ligne entre Magdebourg et Oebisfelde à Groß Ammensleben et à Vahldorf.

## Personnalités liées à la ville
- Theodor Teetzmann (1859-1930), général né à Jersleben.
- Werner Herzig (1928-), homme politique né à Gutenswegen.